# Trimalaconothrus novus
Trimalaconothrus novus är en spindeldjursart som först beskrevs av Sellnick 1921.  Trimalaconothrus novus ingår i släktet Trimalaconothrus, och familjen Malaconothridae. Arten är reproducerande i Sverige.